# Let's Start a War
Albums de The Exploited
Troops of Tomorrow Horror Epics
Let's Start A War ou Let's Start A War...Said Maggie One Day est le troisième album studio du groupe de punk britannique The Exploited.  

## Histoire
Sorti en 1983, son titre fait clairement référence à la Guerre des Malouines, qui a eu lieu l'année précédente. C'est le premier album sur lequel apparaît Willie Buchan, le frère de Wattie. Ce disque a été réédité par le label britannique Captain Oi! avec des bonus. L'ambiance musicale de l'album est street punk agrémentée d'éléments de metal.

## Composition du groupe
- Wattie Buchan : chant
- Karl : guitare
- Billy : basse
- Willie Buchan : batterie

## Liste des titres
1. Let's Start A War...Said Maggie One Day
2. Insanity
3. Safe Below
4. Eyes Of The Vulture
5. Should We Can't We
6. Rival Leaders (remix)
7. God Saved The Queen
8. Psycho
9. Kidology
10. False Hopes
11. Anotehr Day To Go Nowhere
12. Wankers
13. Rival Leaders (bonus single version)
14. Army Style (bonus)
15. Singalongabushell (bonus)